# Wilhelm von Schorlemer
Wilhelm Rudolf Julius Freiherr von Schorlemer (* 13. Oktober 1821 auf Schloss Herringhausen bei Lippstadt; † 19. April 1884 in Gut Vehr bei Quakenbrück) war ein preußischer Offizier, Landrat und Politiker der Zentrumspartei.

## Leben

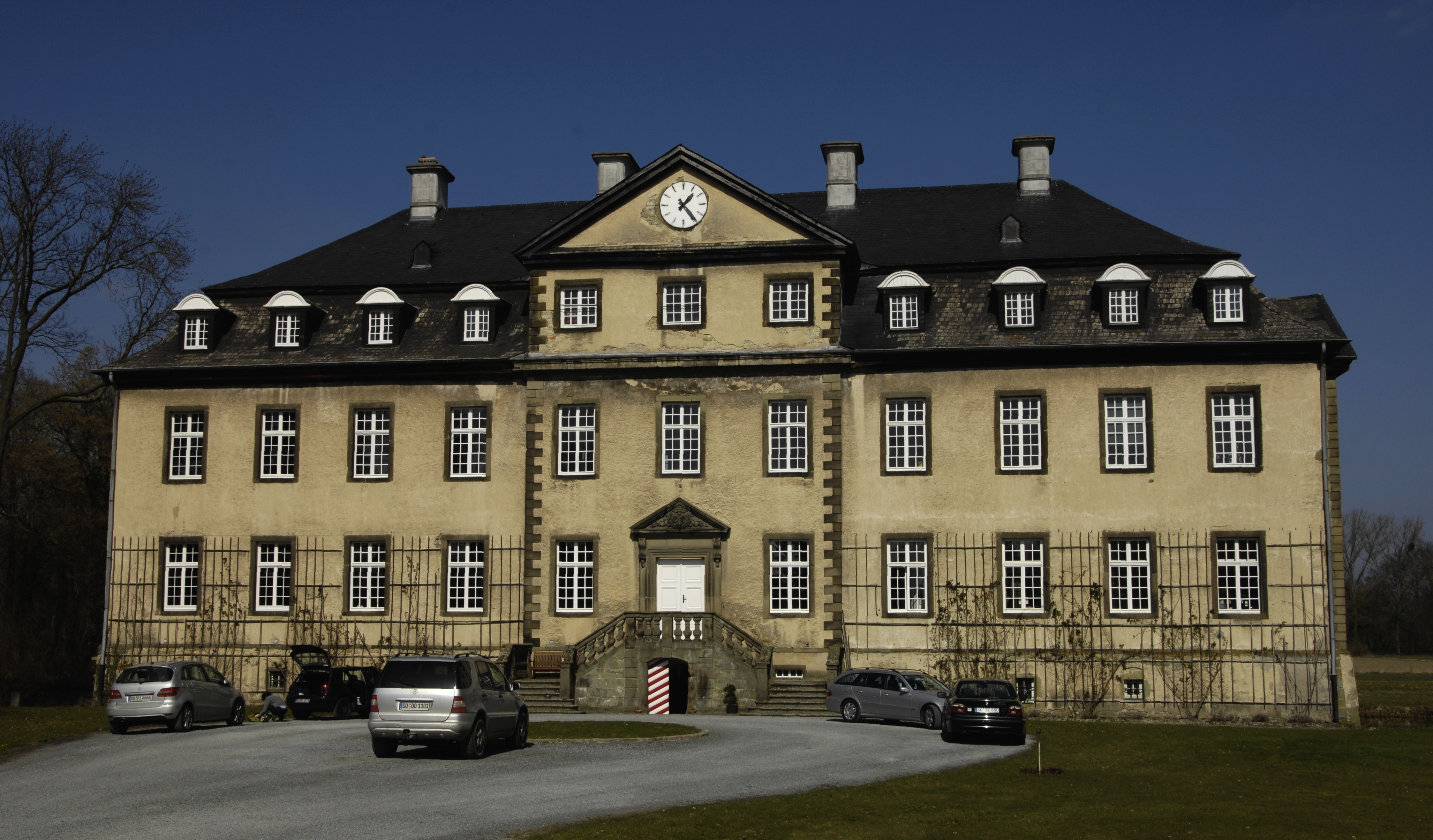
Schloss Herringhausen bei Lippstadt

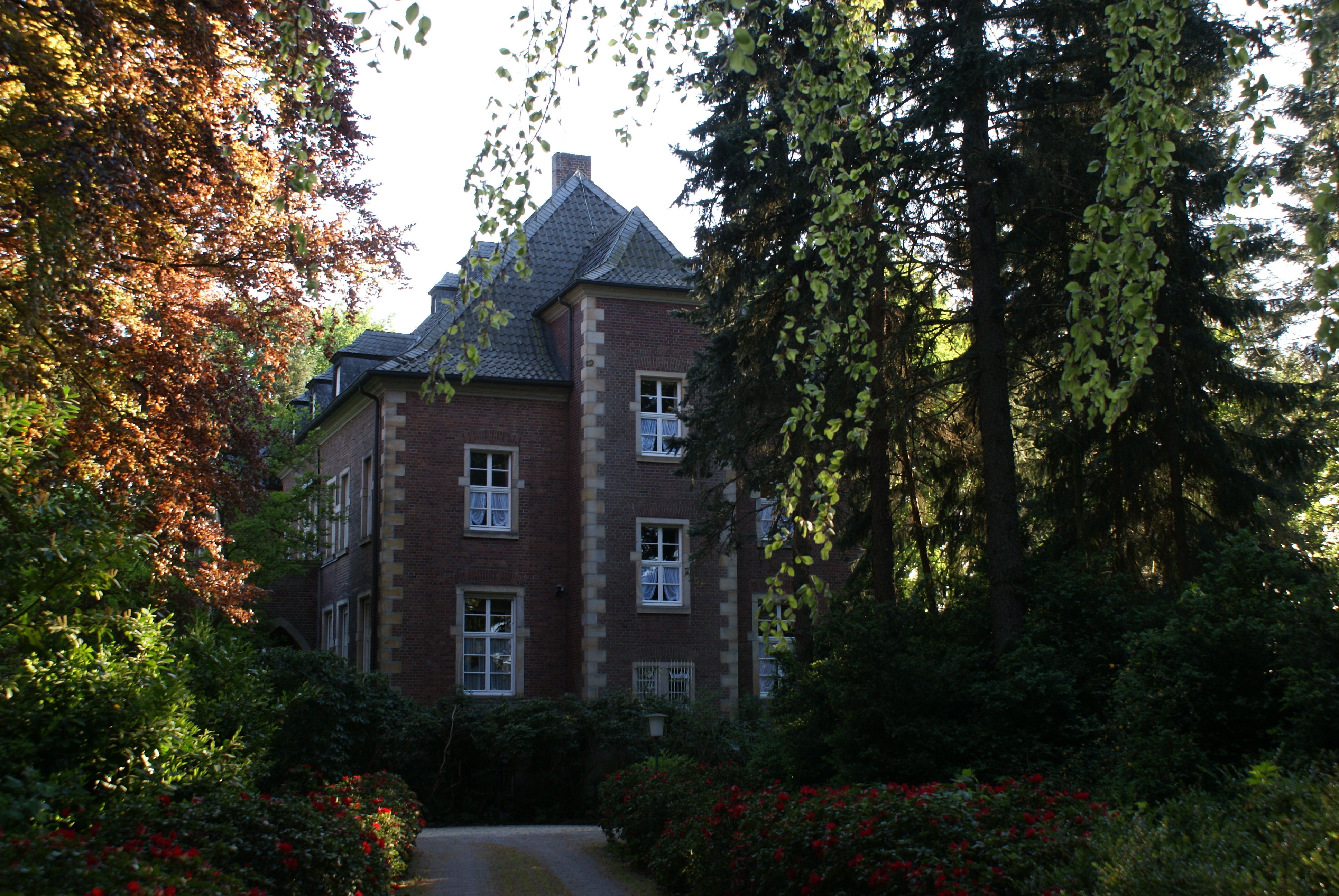
Gut Vehr bei Quakenbrück

Wilhelm von Schorlemer entstammte dem westfälischen Adelsgeschlecht von Schorlemer. Sein Vater war der Rittergutsbesitzer und Politiker Friedrich Wilhelm von Schorlemer (1786–1849), seine Mutter Josephine (geb. von Pelden genannt von Cloudt) zu Schloss Lauersfort (1788–1863). Ein jüngerer Bruder war der Politiker Burghard Freiherr von Schorlemer-Alst (1825–1895).
Schorlemer trat 1838 in die Preußische Armee als Portepeefähnrich ein und diente in verschiedenen Kavallerieeinheiten. Im Range eines Rittmeisters wurde er 1857 verabschiedet.
Bereits 1856 erhielt er die ministerielle Erlaubnis für den Dienst auf Probe bei der Bezirksregierung in Arnsberg. Seit 1857 amtierte Schorlemer als Landrat im Kreis Lippstadt. Er heiratete als 40-Jähriger am 24. September 1861 in Oyte die 23-jährige Marie Luise Wilhelmine Charlotte Maximiliane von Elmendorff (* 13. September 1838, † 7. Juli 1914), die Tochter eines oldenburgischen Kammerherren. Aus der Ehe ging der Sohn Ferdinand hervor, der Landrat des Kreises Warburg war.
Im Zusammenhang mit dem Kulturkampf beantragte er 1875 die Entlassung aus dem Staatsdienst.
Schorlemer war als Mitglied der Zentrumspartei vielfältig politisch aktiv. Bereits 1867 kandidierte er für den Norddeutschen Reichstag im Wahlkreis Brilon-Lippstadt. Obwohl er bei der Wahl am 31. August 1867 die meisten Stimmen bekam, unterlag er in der Stichwahl Ferdinand Ohm. Zwischen 1871 und 1873 gehörte er dem Provinziallandtag für Westfalen an. Mitglied des Reichstages war er von 1880 bis 1884. Außerdem vertrat er von 1879 bis 1882 den Wahlkreis Moers im Preußischen Abgeordnetenhaus. Danach bis zu seinem Tod war er Vertreter des Wahlkreises Lippstadt-Arnsberg-Brilon. Auch dem Landtag in Oldenburg gehörte er zeitweise an.
Daneben saß Schorlemer im Vorstand zahlreicher landwirtschaftlicher Vereine.